# Académica do Porto Novo
Associação Académica do Porto Novo (kurz Académica do Porto Novo) ist ein kapverdischer Fußballverein aus der Stadt Porto Novo auf Insel Santo Antão.

## Stadion
Die Profi-Fußballmannschaft des Académica do Porto Novo trägt ihre Heimspiele im städtischen Porto Novo aus. Das Stadion hat einen Kunstrasenplatz und fasst 5.000 Zuschauer.

## Geschichte
Der Verein wurde am 14. Februar 1981 in Porto Novo als Filialverein des portugiesischen Klubs Académica Coimbra gegründet.

## Erfolge
- Kapverdischer Pokalfinalist: 2012
- Santo Antão-Meister: 1997
- Santo Antão-Super-Pokal: 2015, 2016
- Santo Antão-Meister (Süd): 1998, 2000, 2003, 2005, 2011, 2012, 2013, 2014, 2015, 2016
- Santo Antão-Pokal (Süd): 1998, 1999, 2000, 2007, 2012, 2013, 2014, 2015, 2016
- Santo Antão-Super-Pokal (Süd): 2007, 2012, 2014, 2015, 2016
- Santo Antão-Offening (Süd): 2000, 2001, 2004, 2007, 2012, 2014

## Statistiken

### Sonstige Statistiken
- Meiste Saisonsiege: 12 (2012)
- Längste Serie ohne Niederlage in einer Saison im Santo Antão (Süd): 50 (Saison 2011 bis 12. Spieltag in der Saison 2016)
- Längste Serie ohne Auswärtsniederlage im Santo Antão (Süd): 25 (in der Saison 2011)
- Bester Saisonstart (Santo Antão Süd): 2012 (12 Siege)

## Vereinspräsidenten
| Trainer                | Nationalität | Amtszeit             |
| ---------------------- | ------------ | -------------------- |
| Elìsio Silva           | Kap Verde    | -6. November 2015    |
| Osvaldinho Silva Lopes | Kap Verde    | auf 6. November 2015 |